# ريكوبا سودأمريكانا 1995
ريكوبا سودأمريكانا 1995 هو الموسم 7 من ريكوبا سودأمريكانا. أشرف على تنظيمه كونميبول، وكان عدد الأندية المشاركة فيه 2، وفاز فيه إنديبندينتي.